# Mizpah (Minnesota)
Mizpah es una ciudad ubicada en el condado de Koochiching en el estado estadounidense de Minnesota. En el Censo de 2010 tenía una población de 56 habitantes y una densidad poblacional de 7,13 personas por km².

## Geografía
Mizpah se encuentra ubicada en las coordenadas 47°55′15″N 94°12′48″O / 47.92083, -94.21333. Según la Oficina del Censo de los Estados Unidos, Mizpah tiene una superficie total de 7,85 km², de la cual 7,85 km² corresponden a tierra firme y (0%) 0 km² es agua.

## Demografía
Según el censo de 2010, había 56 personas residiendo en Mizpah. La densidad de población era de 7,13 hab./km². De los 56 habitantes, Mizpah estaba compuesto por el 98,21% blancos, el 0% eran afroamericanos, el 0% eran amerindios, el 1,79% eran asiáticos, el 0% eran isleños del Pacífico, el 0% eran de otras razas y el 0% pertenecían a dos o más razas. Del total de la población el 0% eran hispanos o latinos de cualquier raza.